# Józef Oleszkiewicz
Józef Oleszkiewicz (ur. 1777 w Szydłowie na Żmudzi, zm. 5 października 1830 w Petersburgu) – polski malarz. Tworzył obrazy historyczne, religijne, mitologiczne oraz portrety.
Był absolwentem Wydziału Sztuk Pięknych w Wilnie, gdzie studiował w latach 1798–1799 u Franciszka Smuglewicza i Jana Rustema. Był absolwentem Szkoły Głównej Wileńskiej. Od 1803 do 1806 studiował w  paryskiej École des Beaux-Arts, m.in. u Jacques'a Louisa Davida.
Po powrocie z zagranicy tworzył w Wilnie i na Wołyniu. Po śmierci Smuglewicza w 1807 usiłował przejąć jego stanowisko na uniwersytecie, po nieudanych próbach osiadł w 1810 na stałe w Petersburgu. Malował tam m.in. portrety rodziny carskiej. W 1812 został przyjęty do tamtejszej Akademii Sztuk Pięknych. 
Przez polskich zesłańców przebywających w Petersburgu był uważany za postać niezwykłą i pełną cnót, co znajduje odzwierciedlenie w "Ustępie" III części Dziadów Adama Mickiewicza. Był wielkim mistrzem loży wolnomularskiej Orzeł Biały w Petersburgu, do czego aluzję uczynił Mickiewicz w słowach Witam cię Orła i Booza znakiem, przerobionych później na Witam cię Krzyża i Pogoni znakiem.

## Galeria

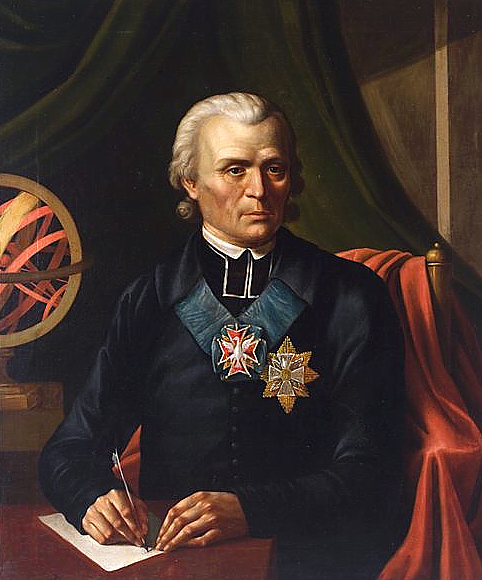
Marcin Poczobutt-Odlanicki
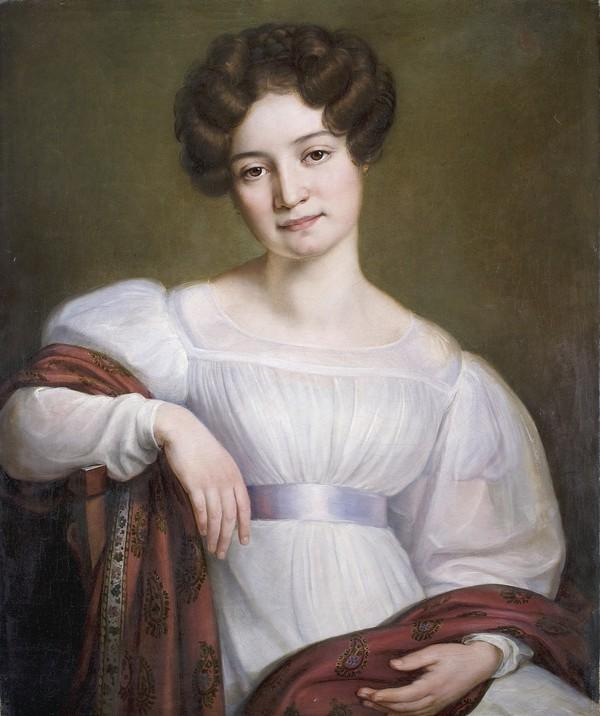
Maria Nikolaevna Volkonskaya
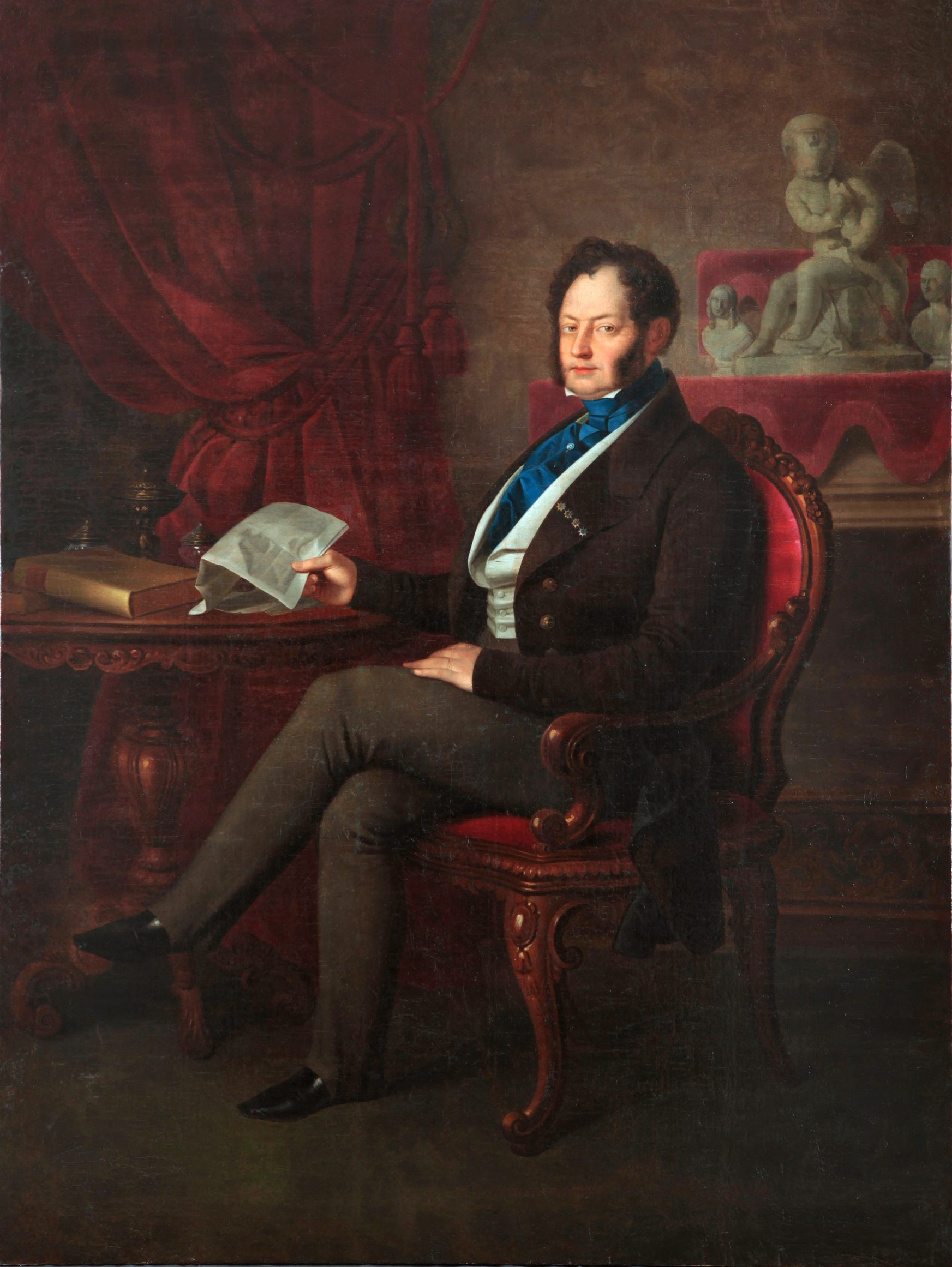
Michał Kleofas Ogiński
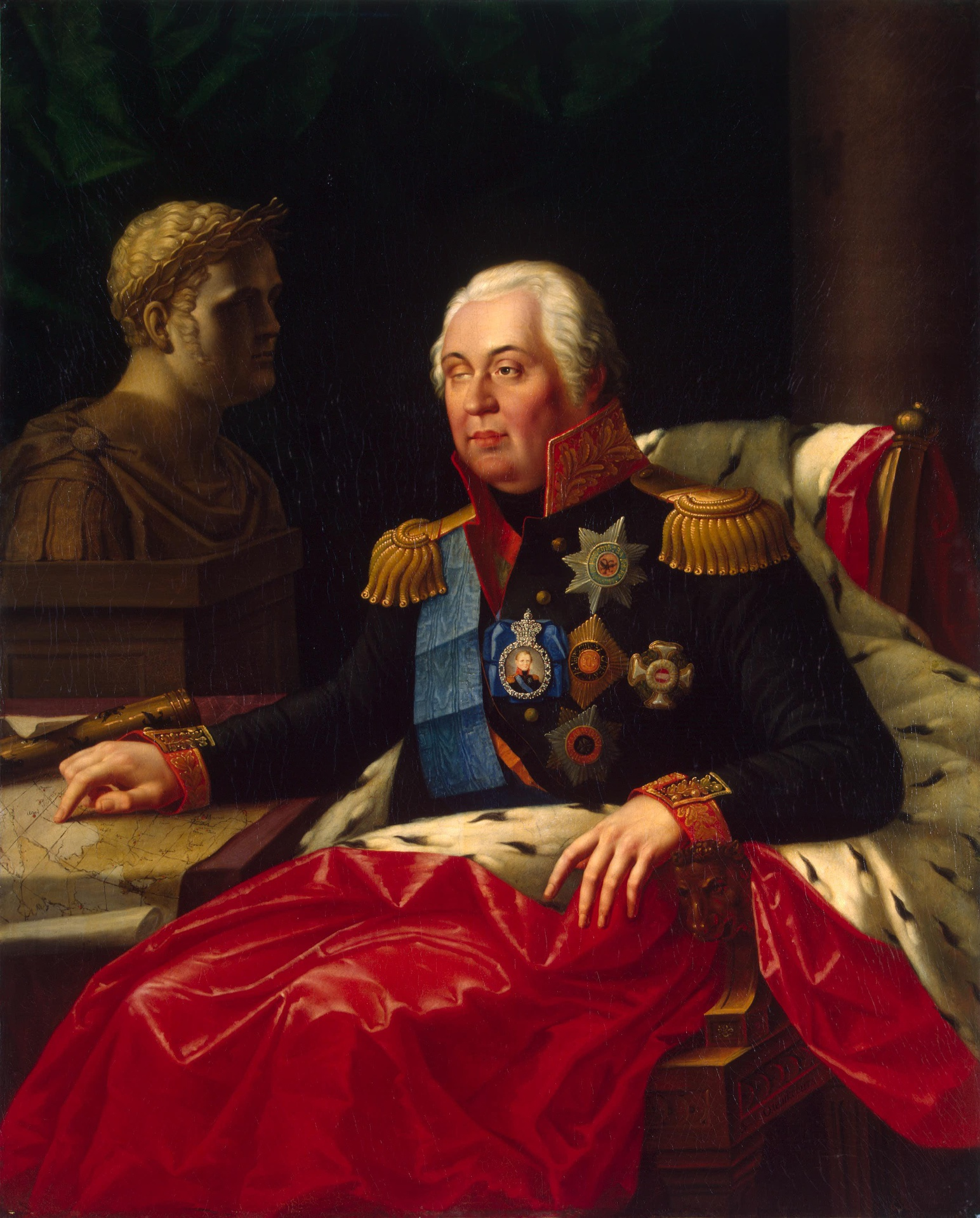
Michaił Kutuzow
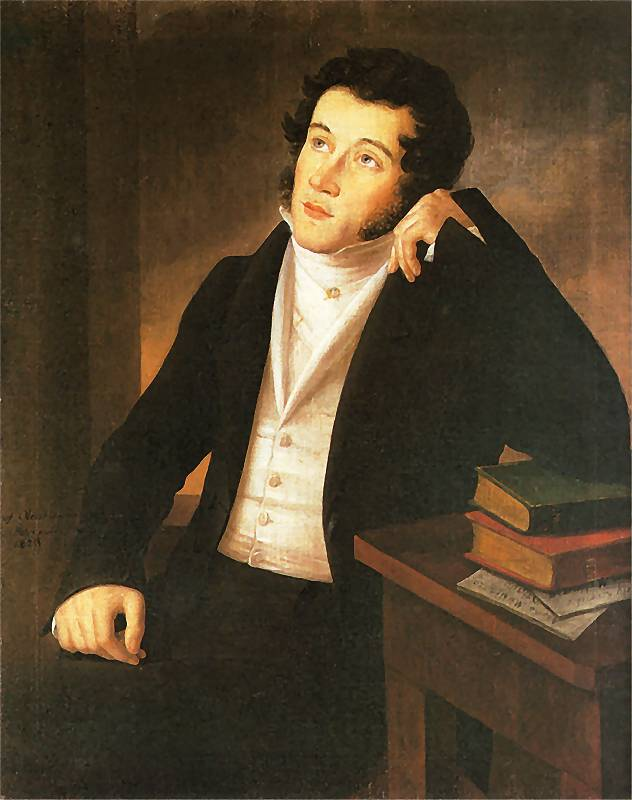
Adam Mickiewicz
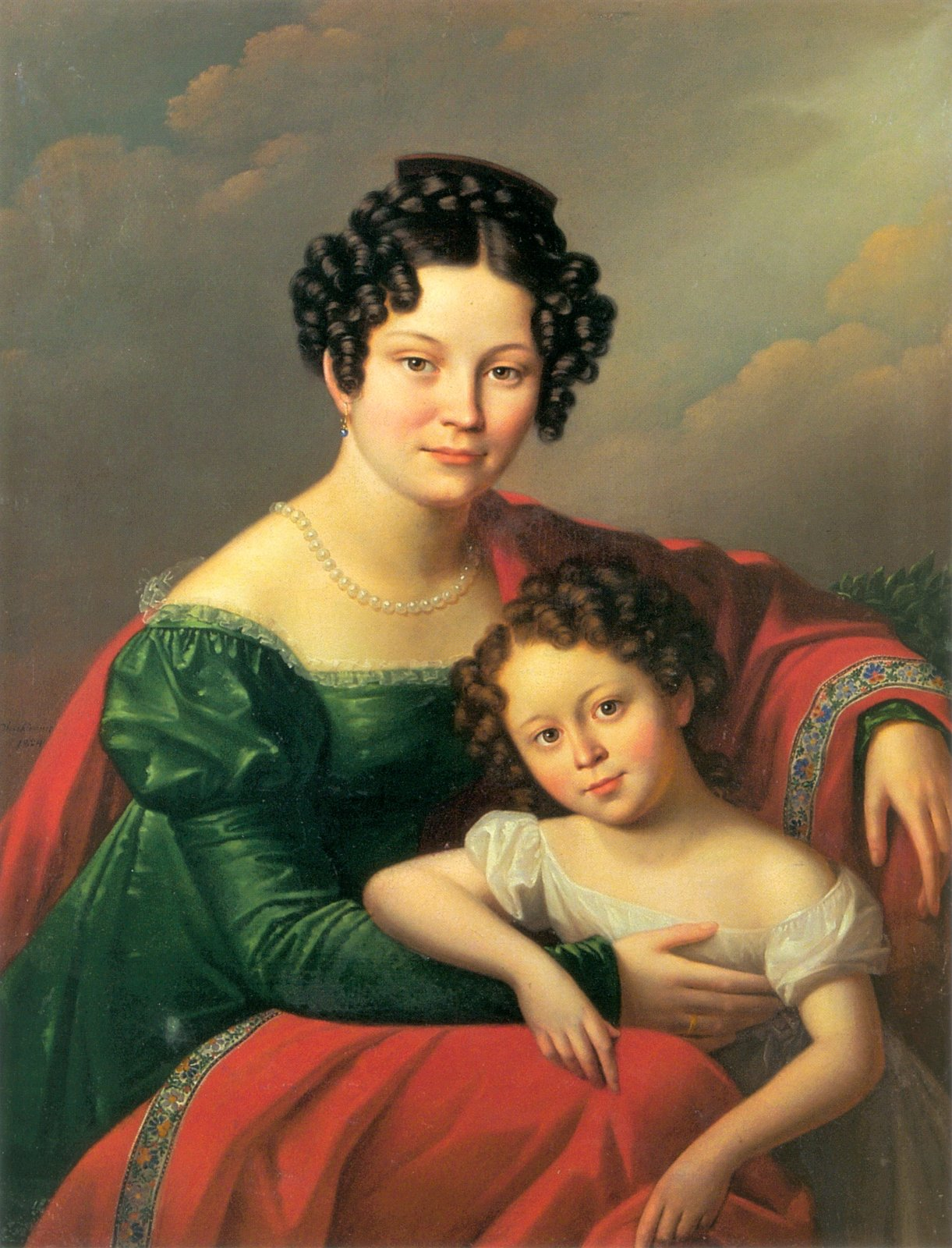
Portret młodej kobiety z dzieckiem, 1824
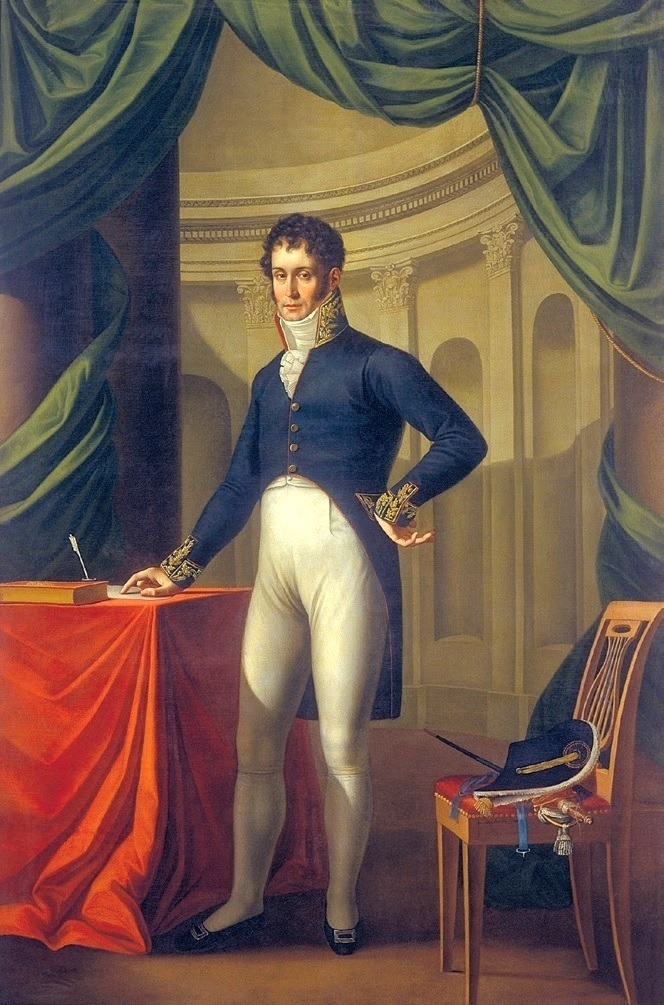
Adam Jerzy Czartoryski
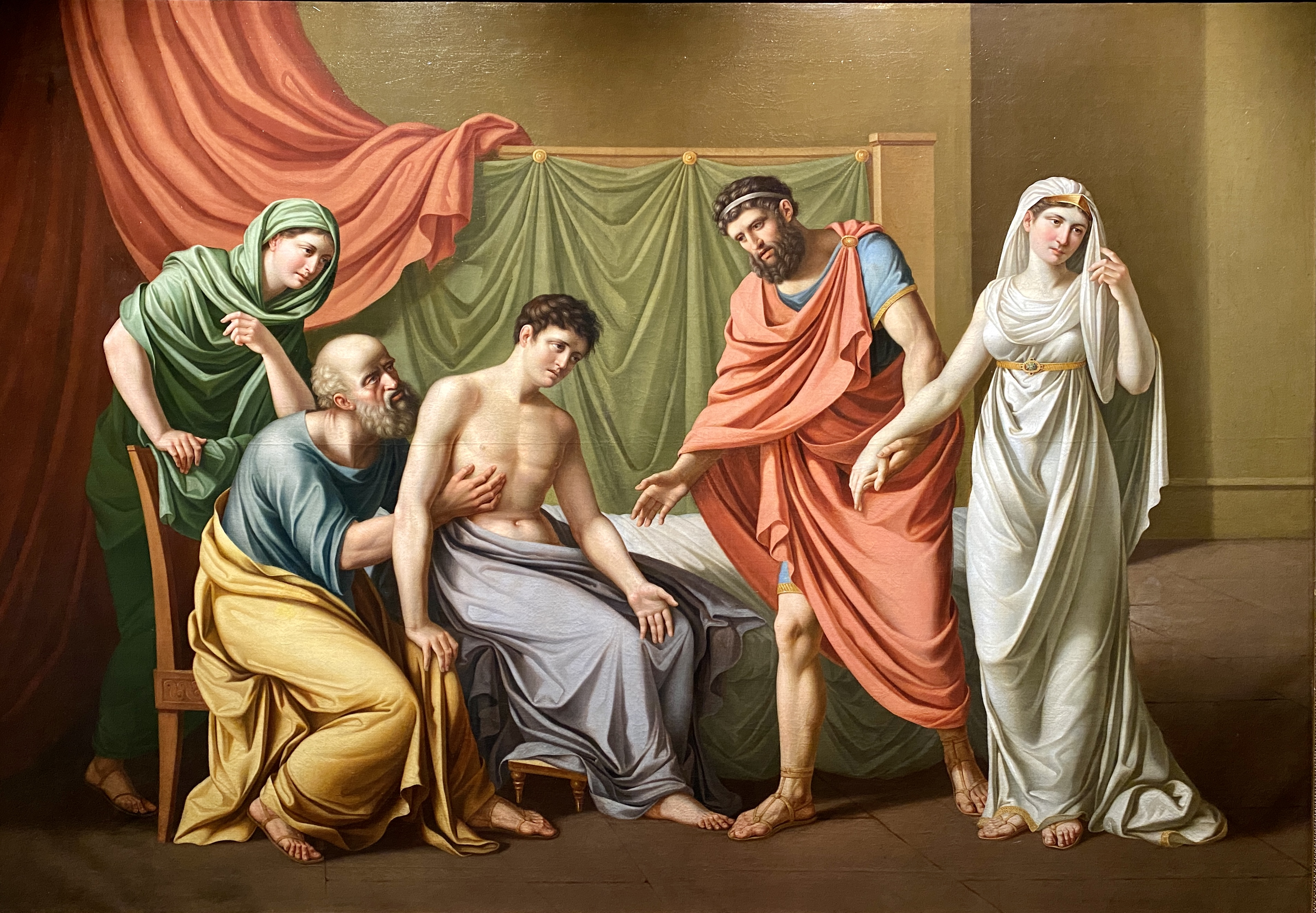
Antiochos i Stratonika